# ديوان خانة (بل دشت)
ديوان‌ خانة هي قرية في مقاطعة بل دشت، إيران. يقدر عدد سكانها بـ 469 نسمة بحسب إحصاء 2016.